# Кочубей, Демьян Васильевич
Демьян (Дамиан) Васильевич Кочубей (11(22) ноября 1786 — 17 (29) апреля 1859) — сенатор, член Государственного совета, действительный тайный советник.

## Биография
Демьян Васильевич был вторым сыном генерал-майора Василия Васильевича Кочубея (1756—1800) и Елены Васильевны, урождённой Туманской (ум. 1836). Супруги имели ещё дочь Елену (1793—1863) и трёх сыновей: Василия (1784—1844), Александра (1788—1866) и Аркадия (1790—1878). Демьян Васильевич получил домашнее образование, позднее закончил его в частном пансионе аббата Николя.
В 1799—1809 годах служил в Коллегии иностранных дел, в 1809—1811 — в Главном управлении водяных и сухопутных путей сообщения. В 1812 году оставил место чиновника особых поручений при принце Г. Ольденбургском и поступил ротмистром в Гродненский гусарский полк и принял участие в Отечественной войне и в заграничном походе. Отличился в сражении у деревни Батуры и в боях при Лабиау, одним из первых вступил в Кёнигсберг. При переправе через Вислу был ранен, но полк не покинул. Был награждён золотой шпагой «За храбрость» за отличие в сражении при Дрездене в 1813 году. В 1817—1820 годах состоял при А. А. Аракчееве.
В 1820 году, имея уже чин полковника, вышел в отставку и возвратился к гражданской службе. 
В 1821—1825 годах — директор Государственной комиссии погашения долгов; с 1833 года — сенатор, с 1836 — член Комиссии о построении Исаакиевского собора в Санкт-Петербурге по хозяйственной части; в 1837 — член Временного совета по управлению Департаментом гос. имуществ, в 1837—1840 — член совета министра гос. имуществ; с 1842 года — член Государственного Совета и Особой комиссии для рассмотрения нового Уложения о наказаниях в империи и Царстве Польском (1844—1845); Комиссии для рассмотрения свода местных узаконений Остзейских губерний (1845); член Особого комитета для рассмотрения и устройства соляной части в России (1846—1849).
Постоянным чтением он значительно пополнил своё образование; в служебной деятельности отличался неутомимой преданностью делу и в то же время чрезвычайной скромностью в оценке своей деятельности. С большим интересом относился он к быту крестьян и свои знания по этому вопросу имел случай впоследствии применить к делу, когда, в последние годы его жизни началась подготовка крестьянской реформы.

## Награды
- орден Святой Анны 1-й степени (1837)
- орден Святого Владимира 2-й степени (1839)
- орден Белого орла (1846)
- орден Святого Александра Невского (1851)[3]
- Знак отличия за XXXV лет беспорочной службы